# Menghisteab Tesfamariam

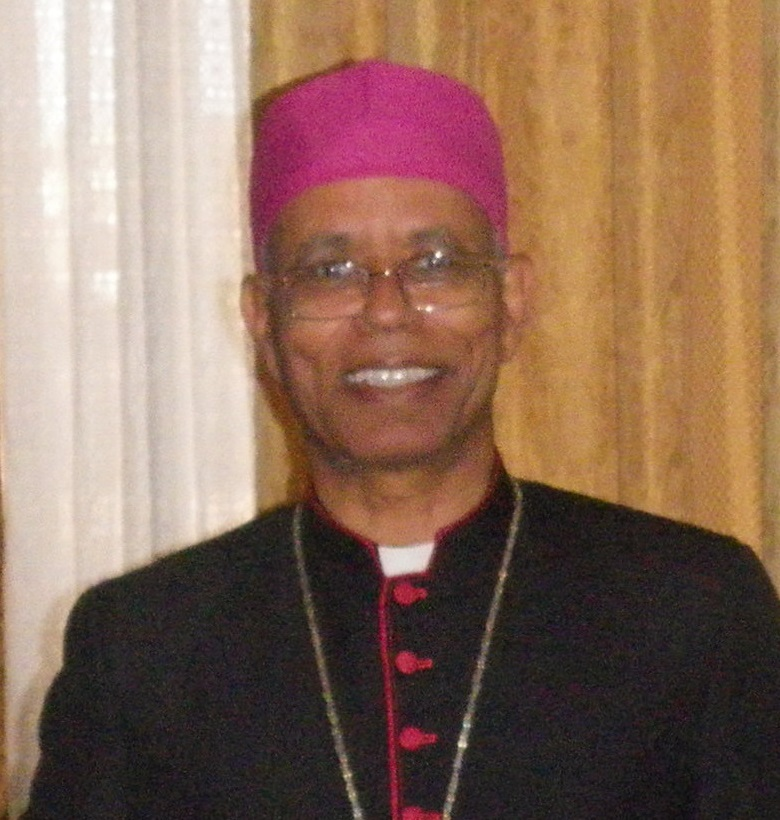
Menghisteab Tesfamariam, 2011

Menghisteab Tesfamariam MCCJ (* 24. Dezember 1948 in Berakit, Eritrea) ist ein römisch-katholischer Bischof und erstes Oberhaupt der Eritreisch-Katholischen Kirche. Er leitet seit 2001 die Eparchie Asmara und wurde 2015 zum Erzeparch sowie Metropolit der Kirchenprovinz Eritrea ernannt.

## Leben
Menghisteab Tesfamariam trat am 1. September 1971 in die Ordensgemeinschaft der Comboni-Missionare ein. Er legte am 25. Juni 1973 sein zeitliches und am 15. März 1978 sein ewiges Ordensgelübde ab. Er wurde am 18. Februar 1979 zum Ordenspriester geweiht.
Hiernach war Tesfamariam zunächst von 1979 bis 1985 Pfarrvikar in Namula in Uganda. Es schloss sich dann von 1985 bis 1990 eine Ausbildungstätigkeit für Postulanten der Comboni-Missionare in Addis Abeba an. Ab 1990 absolvierte er in Chicago ein Aufbaustudium und übernahm dann von 1991 bis 1996 die Ausbildung von Schülern und Studenten der Comboni-Missionare in Chicago. Nach seiner Rückkehr nach Asmara im Jahr 1996 war er in der Diözese Asmara hauptverantwortlich für die Koordination der pastoralen Arbeit.
Seine Ernennung zum Bischof von Asmara erfolgte am 25. Juni 2001. Sein Vorgänger Zekarias Yohannes spendete ihm am 16. September 2001 die Bischofsweihe, ihm assistierten als Mitkonsekratoren die Bischöfe Tesfamariam Bedho von Keren und Luca Milesi OFMCap von Barentu. Bischof Tesfamariam war Mitkonsekrator bei Kidane Yebio zum Bischof von Keren.
Mit der Errichtung der Eritreisch-Katholischen Kirche und der Kirchenprovinz Eritrea wurde die Eparchie Asmara am 19. Januar 2015 zur Erzeparchie erhoben und Menghisteab Tesfamariam zum ersten Metropoliten und Oberhaupt der neu errichteten Rituskirche ernannt.
Er ist seit 27. Juni 2015 Mitglied der Kongregation für die orientalischen Kirchen.

## Zur Situation in Afrika
2009 wurde Bischof Tesfamariam von Papst Benedikt XVI. zur zweiten Sonderversammlung der Bischofssynode (4. Oktober – 25. Oktober 2009) über Afrika zum Mitglied ernannt und eingeladen. In einem Beitrag während dieser Afrikasynode beklagte Tesfamariam die „Konflikte, Ungerechtigkeiten, Menschenrechtsverletzungen, fehlende Religionsfreiheit, Verfolgung, Ausbeutung von menschlichen und natürlichen Ressourcen, die verschiedenen Arten von Krankheiten, Armut, Arbeitslosigkeit, Vertreibung und den Menschenhandel auf dem afrikanischen Kontinent“. Seine Forderungen mündeten in der Aufforderung die Familien zu unterstützen, die Bildung zu forcieren und die Zusammenarbeit aller Kräfte innerhalb der Kirche zu bündeln.